# Trolejbusy w Bazylei
Trolejbusy w Bazylei – zlikwidowany system trolejbusowy w szwajcarskim mieście Bazylea.

## Historia
Pierwszą linię trolejbusową w Bazylei uruchomiono 31 lipca 1941. Linia trolejbusowa oznaczona nr 31 w 1954 zostało zmienione oznaczenie na literę C. 25 października 1948 linię wydłużono do Habermatten. 30 stycznia 1956 uruchomiono linię nr 34, która zastąpiła linię autobusową. 24 października 1968 otwarto trzecią i ostatnią linię trolejbusową. 9 września 2000 linię trolejbusową 34 połączono z linią autobusową nr 38. Połączone linie obsługiwały autobusy. 13 grudnia 2004 linię trolejbusową nr 33 zastąpiły autobusy. Ostatnią linię trolejbusową 31, która kursowała na trasie Claraplatz – Riehen-Habermatten zlikwidowano 30 czerwca 2008.

## Tabor
Początkowo linię obsługiwał jeden trolejbus. 7 września 1941 linię zaczął obsługiwać drugi trolejbus. Oba trolejbusy miały także silniki spalinowe. W 1942 dotarły do Bazylei kolejne dwa trolejbusy również posiadały silniki spalinowe. W 1948 dostarczono dwa kolejne trolejbusy. W latach 1955–1956 dostarczono 13 trolejbusów. Do obsługi 3 linii zakupiono 10 przegubowych trolejbusów. W 1975 zakupiono kolejne 10 trolejbusów przegubowych oraz dwa używane z Kaiserslautern. Trolejbusy z Kaiserslautern po zamknięciu linii nr 34 zostały sprzedane do Bułgarii. Do obsługi ostatniej linii trolejbusowej posiadano 8 przegubowych trolejbusów Neoplan N6020 o nr 924-927, 929-931, 933 wyprodukowanych w latach 1995–1996.